# Атериноїдні
Атериноїдні (Atherinomorpha) — група променеперих риб з надряду акантоперих (Acanthopterygii), що складається з трьох рядів: атериноподібних, сарганоподібних і коропозубоподібних.

## Класифікація
Група включає 1552 існуючих видів, 193 роди, 21 родину у трьох рядах:
- Атериноподібні (Atheriniformes)
- Сарганоподібні (Beloniformes)
- Коропозубоподібні (Cyprinodontiformes)